# Ryknild Street
Icknield Street ou Ryknild Street é uma estrada romana na Inglaterra, com uma rota aproximadamente o sudoeste ao nordeste. Ela corre a partir de Fosse Way. em Bourton-on-the-Water em Gloucestershire  para Templeborough em South Yorkshire. Uma seção preservada da estrada romana pode ser vista em Sutton Park, hoje na cidade de Birmingham.